# Akın Öztürk
Akın Öztürk (n. 21 februarie 1952, Gümüșhane) este un general al armatei Turciei, decorat cu 4 stele.
A fost unul dintre cei 2839 de oficiali militari turci arestați pe 16 iulie 2016 ca parte a măsurilor luate de guvern împotriva celor care ar fi putut fi responsabili pentru încercarea de lovitură de stat de pe 15 iulie 2016.
| Grad                   | Dată           |
| ---------------------- | -------------- |
| Concediat cu dizgrație | 15 iulie 2016  |
| General                | 30 august 2013 |
| General-locotenent     | 30 august 2009 |
| General-maior          | 30 august 2004 |
| General de brigadă     | 30 august 2000 |
| Colonel                | 30 august 1994 |
| Locotenent-colonel     | 30 august 1991 |
| Maior                  | 30 august 1986 |
| Căpitan                | 30 august 1982 |
| Locotenent             | 30 august 1976 |
| Sublocotenent          | 30 august 1973 |